# 张家口机场空中相撞
1982年9月20日北京时间9时30分，中国人民解放军空军机长刘晓连机组驾驶一架安-26运输机，完成转场任务后，从张家口机场起飞返回原驻地。当安-26飞机爬升到700米高度时，突然遭到一架歼击机的撞击，安-26机组人员全部被震昏。

## 应急处置
安-26机头底部被撞破，机体变形，机械、电器、仪表等设备严重损坏，部分操纵系统失灵；前起落架被撞掉；机上铆钉等连接部件已大部分断裂。机长刘晓连清醒后，发现安-26飞机已下坠400多米，忍着伤疼在机组人员的协同下，尽全力将飞机拉平。
安-26飞机降落时，驾驶员发现跑道上有歼击机正在起降。安-26机长决定备降在草坪上。 从飞机被撞到成功迫降只有五分钟。

## 事后调查
由于成功处置空中特情，机长刘晓连荣立一等功，成为中国第一位荣立一等功的女飞行员。